# Campeonato de Portugal 1927
Il Campeonato de Portugal 1927 fu la sesta edizione del Campeonato de Portugal, torneo antenato della Coppa di Portogallo. La competizione fu giocata dal 6 marzo al 12 giugno 1927. Il Belenenses si aggiudicò il suo primo titolo in finale contro il Vitória Setúbal, vincendo 3-0 allo Stadio do Lumiar di Lisbona.

## Partecipanti
- Algarve:  Olhanense
- Aveiro:  Espinho
- Beja:  Luso Beja,  Despertar
- Braga:  Braga,  Estrela Braga
- Coimbra:  União de Coimbra,  Académica
- Lisbona:  Belenenses,  SC Império,  Casa Pia,  Sporting Lisbona,  Benfica,  Carcavelinhos FC
- Madera:  Marítimo
- Porto:  Porto,  Salgueiros,  Progresso,  Leixões,  Boavista
- Portalegre:  Portalegre
- Santarém:  Leões Santarém
- Setúbal:  Vitória Setúbal,  Barreirense,  Galitos
- Viana do Castelo:  Vianense
- Vila Real:  Vila Real

## Primo Turno
Le partite furono giocate il 6 marzo 1927.
|                 | Risultato |                  |
| --------------- | --------- | ---------------- |
| Vitória Setúbal | 12 - 0    | Despertar        |
| Portalegre      | 1 - 7     | Sporting Lisbona |
| Salgueiros      | 4 - 0     | Vila Real        |
| Vianense        | 0 - 1     | Progresso        |
| SC Império      | 4 - 0     | Luso Beja        |
| Leixões         | 0 - 3     | Braga            |
| Estrela Braga   | 0 - 11    | Porto            |
| Barreirense     | 9 - 4     | Olhanense        |
| Leões Santarém  | 1 - 9     | Belenenses       |
| Casa Pia        | 5 - 0     | União de Coimbra |
| Boavista        | 3 - 0     | Galitos          |
| Académica       | 3 - 1     | Espinho          |

## Secondo Turno
Le partite si giocarono il 3 aprile 1927.
|                  | Risultato |                 |
| ---------------- | --------- | --------------- |
| Sporting Lisbona | 9 - 1     | Académica       |
| Braga            | 3 - 4     | Benfica         |
| SC Império       | 7 - 0     | Progresso       |
| Boavista         | 0 - 2     | Barreirense     |
| Belenenses       | 3 - 2     | Porto           |
| Carcavelinhos FC | 3 - 1     | Casa Pia        |
| Salgueiros       | [ 1 ]     | Vitória Setúbal |

## Quarti di finale
I quarti furono giocati dal 1° al 3 maggio 1927.
|                 | Risultato |                  |
| --------------- | --------- | ---------------- |
| Belenenses      | 8 - 1     | Marítimo         |
| Vitória Setúbal | 1 - 0     | Sporting Lisbona |
| Benfica         | 5 - 0     | Carcavelinhos FC |
| Barreirense     | 3 - 1     | SC Império       |

## Semifinali
Le semifinali si giocarono il 15 maggio 1927.
|                 | Risultato   |             |
| --------------- | ----------- | ----------- |
| Vitória Setúbal | 1 - 0       | Barreirense |
| Belenenses      | 2 - 0 (dts) | Benfica     |

## Finale
| Arbitro: | João dos Santos Júnior |

|                            |           |  |
| Silva 63’ Marques 86’, 89’ | Marcatori |  |

| Belenenses | Vitória Setúbal |

### Formazioni
| Belenenses         |  |                   |
|                    |  |                   |
| POR                |  | Francisco Assis   |
| DIF                |  | Júlio Marques     |
| DIF                |  | Eduardo Azevedo   |
| CEN                |  | Augusto Silva ()  |
| CEN                |  | César de Matos    |
| CEN                |  | Joaquim d’Almeida |
| ATT                |  | José Luís         |
| ATT                |  | Alfredo Ramos     |
| ATT                |  | Silva Marques     |
| ATT                |  | Fernando António  |
| ATT                |  | Pepe              |
| Allenatore:        |  |                   |
| Artur José Pereira |  |                   |

| Vitória Setúbal |  |                    |
|                 |  |                    |
| POR             |  | Artur Camolas      |
| DIF             |  | Francisco Silva    |
| DIF             |  | Anibal José        |
| CEN             |  | Matias Carlos      |
| CEN             |  | Augusto José       |
| CEN             |  | Isidoro Rufino ()  |
| ATT             |  | Francisco Nazaré   |
| ATT             |  | João Santos        |
| ATT             |  | Octávio Cambalacho |
| ATT             |  | Armando Martins    |
| ATT             |  | Eduardo Augusto    |
| Allenatore:     |  |                    |
| Arthur John     |  |                    |